# فینال جام حذفی فوتبال انگلستان ۱۸۹۱
فینال جام حذفی فوتبال انگلستان ۱۸۹۱، رقابت پایانی جام حذفی فوتبال انگلستان در سال ۱۸۹۱ میلادی است که مابین دو تیم باشگاه فوتبال بلکبرن و باشگاه فوتبال نوتس کانتی در ورزشگاه اووال لندن برگزار شده‌است.
این مسابقه که در تاریخ ۲۱ مارس ۱۸۹۱ انجام شده‌است با نتیجه ۳ بر ۱ به سود تیم باشگاه فوتبال بلکبرن به پایان رسید.